# Низовське (Калузька область)
Низовське (рос. Низовское) — присілок в Мосальському районі Калузької області Російської Федерації.
Населення становить 2 особи. Входить до складу муніципального утворення Присілок Гачки.

## Історія
Від 2004 року входить до складу муніципального утворення Присілок Гачки.

## Населення
| 2002 | 2010 |
| ---- | ---- |
| 4    | ↘2   |